# Уоддл, Алан
Алан Уоддл (англ. Alan Waddle; род. 9 июня 1954, Уолсенд, Англия) — английский футболист

## Карьера
Уоддл начал свою карьеру в «Галифакс Таун», а потом перешёл в «Ливерпуль». Он сыграл 22 матча за клуб, забив один раз. Он провел год в «Лестер Сити» прежде, чем перейти в «Суонси Сити», где он провёл лучшие годы карьеры. С 1980 года Уоддл много раз переезжал из клуба в клуб, два раза вернулся в «Суонси» и завершил карьеру.
Двоюродный брат (по другим данным — дядя) Криса Уоддла.